# 何式凝
何式凝教授（英語：Prof. Petula Ho Sik-ying，1958年3月18日—），前香港大學社會工作及社會行政學系教授，人稱「性博士」。研究興趣包括性、性別角色與性本質，熱衷於參與性教育的培訓工作、促進弱勢社群的社會服務。何式凝亦主張女性不需要逃避婚前性行為，應該在人生嘗試與不同對象的性愛。

## 簡歷
何式凝畢業於藍田聖保祿中學。其後在香港大學完成碩士學位，並在港大當導師。後申請了一個專為初級教職員而設的獎學金，負笈英國雅息士大學，完成五年的博士學位課程。
在個人成長中，曾遇上同性戀者（情敵），所以在碩士及博士論文中研究男同性戀此課題。何式凝未婚，反對家庭制度，主張多邊的關係，是香港性學學者。
何式凝於1998年因患上子宮肌瘤而將子宮切除，從此不育。
2002年11月，何式凝獲香港大學頒發「大學教育院士」（University Teaching Fellow）榮銜。
2016年，58歲的何式凝升任社會工作及社會行政學系教授，翌年申請60歲後留任5年，最後獲通知60歲後、2018年7月起留任2年。
58歲時何式凝考獲皇家芭蕾舞8級。2017年，何式凝於專欄中透露朋友提名她參加「網絡公民」競選。。

## 個人生活
何式凝首任男友「輝」是位填詞人，當時兩人都是基督徒，1983年時兩人在《突破時刻》當廣播義工，主持電台節目，因日久生情而墮入愛河。她知道輝是同性戀者後，仍無條件接受對方，繼續同居生活，但二人分房睡，最親密的接觸只能是一分鐘的牽手。直至2007年，輝突然高調帶外籍男友出席輝母親的81歲壽宴，輝母淡定從容甚至多次夾菜給他男友，在何式凝眼中代表「新媳婦」正式入門，她這位「舊媳婦」只好功成身退，結束這段二十年的感情。根據《鏡周刊》報導，「輝」是周耀輝。
何式凝另一男友 Louis 是位住在東京的已婚華裔商人，妻兒在美國，關係已維持超過10年，並享受了美好的性愛。2004年，何式凝收到Louis送的一枚鑽石戒指，成為她收過最貴重的禮物。何認為她的「第三者」身份可以與Louis的婚姻並存。

## 著作
- 陳景輝、何式凝、小小、Anthony（2015）：《雨傘政治四重奏》。香港：進一步。
- 何式凝（2015）：《抗命時代的日常》。香港：紅出版（圓桌文化）。
- 何式凝（2014）：《何式性望愛》。香港：八旗文化。
- 何式凝（2013）：《我係何式凝，今年五十五歲》。香港：三聯。
- 何式凝、曾家達（2013）：《從情慾、倫理與權力看香港的兩性問題》。香港：香港大學出版社。
- Sik-Ying Ho (1997): Politicizing Identity: Decriminalization of Homosexuality and the Emergence of Gay Identity in Hong Kong. Ph.D. thesis, University of Essex, UK.
- Ho, Petula Sik Ying (1990): A Study of Interpersonal Relationships in Male Homosexuality. M.Soc.Sc. dissertation. The University of Hong Kong.[18]

## 外部連結
- 香港大學學術庫
- Dr. HO Sik Ying, Petula - Department of Social Work and Social Administration, HKU （英文）